# Notazione bra-ket
In meccanica quantistica, la notazione bra-ket, anche conosciuta come notazione di Dirac o formalismo di Dirac, è una notazione introdotta dal fisico e matematico britannico Paul Dirac per descrivere uno stato quantico. Essa è usata più in generale in matematica per denotare vettori astratti in uno spazio funzionale lineare, lo spazio di Hilbert.
Il nome deriva dal fatto che il prodotto scalare di due stati {\displaystyle \phi } e {\displaystyle \psi } è denotato con una bracket (lett. "parentesi"): {\displaystyle \langle \phi |\psi \rangle }, in cui la parte sinistra {\displaystyle \langle \phi |} è chiamata bra e la destra {\displaystyle |\psi \rangle } è chiamata ket. Un ket di stato descrive completamente uno stato quantistico.

## Spazio di Hilbert
In meccanica quantistica e nella rappresentazione di Dirac, ad ogni stato è associato un vettore di stato indicato con {\displaystyle |\cdot \rangle } nello spazio di Hilbert astratto {\displaystyle {\mathcal {H}}}. Questo spazio è innanzitutto uno spazio vettoriale, cioè se {\displaystyle |\alpha \rangle ,|\beta \rangle \in {\mathcal {H}}}:
{\displaystyle a|\alpha \rangle +b|\beta \rangle \in {\mathcal {H}}}
dove {\displaystyle a,b\in \mathbb {C} }, questa proprietà deve essere valida per il principio di sovrapposizione. Proprietà che derivano direttamente dal fatto che {\displaystyle {\mathcal {H}}} è uno spazio vettoriale complesso sono:
- {\displaystyle |\alpha \rangle +|\beta \rangle =|\beta \rangle +|\alpha \rangle }
- {\displaystyle (|\alpha \rangle +|\beta \rangle )+|\gamma \rangle =|\beta \rangle +|\alpha \rangle +|\gamma \rangle }
- {\displaystyle \exists !\;|0\rangle \,,\;|\alpha \rangle +|0\rangle =|\alpha \rangle }
- {\displaystyle \exists !\;|\!-\!\!\alpha \rangle \,,\;|\alpha \rangle +|\!-\!\!\alpha \rangle =|0\rangle }
- {\displaystyle a(|\alpha \rangle +|\beta \rangle )=a|\alpha \rangle +a|\beta \rangle }
- {\displaystyle (a+b)|\alpha \rangle =a|\alpha \rangle +b|\alpha \rangle }
- {\displaystyle a(b|\alpha \rangle )=ab|\alpha \rangle }
- {\displaystyle 0|\alpha \rangle =|0\rangle \,;\;1|\alpha \rangle =|\alpha \rangle \,;\;-1|\alpha \rangle =|\!-\!\!\alpha \rangle }

In particolare, se esistono {\displaystyle |\alpha _{1}\rangle ,|\alpha _{2}\rangle ,...,|\alpha _{n}\rangle } vettori, essi sono linearmente indipendenti se e solo se:
{\displaystyle c_{1}|\alpha _{1}\rangle +c_{2}|\alpha _{2}\rangle +\cdots +c_{n}|\alpha _{n}\rangle =|0\rangle \Rightarrow c_{1}=c_{2}=\cdots =c_{n}=0}
se invece esistono coefficienti non tutti nulli che diano una combinazione lineare nulla, allora i vettori sono dipendenti. L'importanza dell'indipendenza lineare sta nel fatto che un set di vettori che generino lo spazio vettoriale cioè ogni {\displaystyle |\alpha \rangle \in {\mathcal {H}}} è scrivibile come:
{\displaystyle |\alpha \rangle =a_{1}|e_{1}\rangle +a_{2}|e_{2}\rangle +\cdots +a_{n}|e_{n}\rangle }
dove {\displaystyle |e_{1}\rangle ,\dots ,|e_{n}\rangle } sono i vettori che generano lo spazio {\displaystyle {\mathcal {H}}}. Se questi vettori sono anche linearmente indipendenti allora formano una base nello spazio {\displaystyle {\mathcal {H}}}. Scelta una base esiste una corrispondenza tra:
{\displaystyle |\alpha \rangle \rightarrow (a_{1},a_{2},\dots ,a_{n})}
tra il vettore e i suoi coefficienti in quella base.
Lo spazio di Hilbert è anche uno spazio euclideo per cui nella notazione di Dirac valgono le proprietà tipiche del prodotto interno:
- {\displaystyle \langle \beta |c_{1}\alpha _{1}+c_{2}\alpha _{2}\rangle =c_{1}\langle \beta |\alpha _{1}\rangle +c_{2}\langle \beta |\alpha _{2}\rangle }
- {\displaystyle \langle \beta |\alpha \rangle ^{*}=\langle \alpha |\beta \rangle }
- {\displaystyle \langle \alpha |\alpha \rangle \geq 0} e {\displaystyle \langle \alpha |\alpha \rangle =0\Leftrightarrow |\alpha \rangle =|0\rangle }

dove l'ultima proprietà è la definizione di norma. La norma di un vettore è reale e si indica:
{\displaystyle \|\alpha \|={\sqrt {\langle \alpha |\alpha \rangle }}}
Queste proprietà indicano per uno spazio complesso che:
{\displaystyle \langle c\beta |\alpha \rangle =c^{*}\langle \beta |\alpha \rangle }
dove {\displaystyle *} è l'operazione di coniugazione complessa.
Inoltre lo spazio di Hilbert è uno spazio completo e separabile: queste due proprietà indicano che in pratica esiste un insieme completo di vettori che formano una base topologica numerabile.
Analogamente al caso euclideo, possiamo scegliere una base nello spazio di Hilbert complesso, diciamo una base discreta:
{\displaystyle \{|e_{i}\rangle \}=\left(|e_{1}\rangle ,|e_{2}\rangle ,\cdots \right)}
con:
{\displaystyle \langle e_{i}|e_{j}\rangle =\delta _{ij}}
condizione di ortonormalità ({\displaystyle \delta _{ij}} è il delta di Kronecker). Possiamo sempre rappresentare un qualsiasi vettore di stato come combinazione lineare di tali vettori ortonormali di base con opportuni coefficienti complessi:
{\displaystyle |\alpha \rangle =\sum _{i}|e_{i}\rangle \langle e_{i}|\alpha \rangle =\sum _{i}c_{i}|e_{i}\rangle }
analogamente per un bra qualsiasi:
{\displaystyle \langle \alpha |=\sum _{i}\langle \alpha |e_{i}\rangle \langle e_{i}|=\sum _{i}c_{i}^{*}\langle e_{i}|}
dove (*) rappresenta la coniugazione complessa e i coefficienti sono ricavabili da {\displaystyle c_{i}=\langle e_{i}|\alpha \rangle }. La norma di un vettore:
{\displaystyle \langle \alpha |\alpha \rangle =|c_{1}|^{2}+|c_{2}|^{2}+\dots +|c_{n}|^{2}}
Notiamo che qualsiasi set di base può essere posto in forma ortonormale con il procedimento di Gram-Schmidt.
Formalmente i ket e i bra si possono rappresentare mediante matrici unicolonnari del tipo:
{\displaystyle |\psi \rangle ={\begin{pmatrix}\langle e_{1}|\psi \rangle \\\langle e_{2}|\psi \rangle \\\vdots \end{pmatrix}}}
{\displaystyle \langle \psi |={\begin{pmatrix}\langle e_{1}|\psi \rangle ^{*}&\langle e_{2}|\psi \rangle ^{*}&\cdots \end{pmatrix}}}
Vediamo che esiste una corrispondenza duale tra bra e ket:
{\displaystyle c_{\alpha }|\alpha \rangle +c_{\beta }|\beta \rangle \,\,\leftrightarrow \,\,c_{\alpha }^{*}\langle \alpha |+c_{\beta }^{*}\langle \beta |}
Queste relazioni esprimono il principio di sovrapposizione degli stati quantistici: questo concetto è puramente quantistico e teorico e di difficile interpretazione: i coefficienti {\displaystyle c_{i}=\langle e_{i}|\alpha \rangle } rappresentano l'ampiezza di probabilità in modo che il suo modulo quadro rappresenti la probabilità dello stato {\displaystyle \alpha }. In termini di ampiezza di probabilità il fattore {\displaystyle \langle e_{i}|\alpha \rangle } ha un significato particolare, ma in tal caso la base scelta deve essere ortonormale poiché deve valere l'assioma della probabilità che essa deve essere normalizzata all'unità. Analogamente al caso geometrico si può definire il prodotto scalare tra un bra {\displaystyle \langle \psi |} e un ket {\displaystyle |\varphi \rangle } definito rispetto ad una base ortonormale assegnata:
{\displaystyle \left\langle \psi |\varphi \right\rangle =\sum _{i}\left\langle \psi |e_{i}\right\rangle \left\langle e_{i}|\varphi \right\rangle }
Formalmente esso si può anche esprimere come prodotto tra vettore riga e vettore colonna:
{\displaystyle \langle \psi |\varphi \rangle ={\begin{pmatrix}\langle e_{1}|\psi \rangle ^{*}&\langle e_{2}|\psi \rangle ^{*}&\cdots \end{pmatrix}}{\begin{pmatrix}\langle e_{1}|\varphi \rangle \\\langle e_{2}|\varphi \rangle \\\vdots \end{pmatrix}}}
o in alternativa, usando i coefficienti:
{\displaystyle \left\langle \psi |\varphi \right\rangle =\sum _{i}\psi _{i}^{*}\varphi _{i}}
Dirac propose di scindere il termine a sinistra dell'espressione in due parti, la prima {\displaystyle \left\langle \psi \right|} detta bra e la seconda {\displaystyle \left|\varphi \right\rangle } detta ket. Il prodotto scalare quindi rappresenta in qualche modo l'ampiezza di probabilità se la base rappresentativa è ortonormale: in caso contrario il modulo quadro dell'ampiezza di probabilità non ha un significato immediato di probabilità, ma è comunque proporzionale alla probabilità.

## Operatori
Definiamo l'operatore A un'applicazione lineare che rappresenta matematicamente un qualsiasi oggetto fisico che interagisca con gli stati che stiamo considerando, comprese le apparecchiature sperimentali, modificando lo stato {\displaystyle |\psi \rangle } e trasformandolo nello stato {\displaystyle A|\psi \rangle }. L'operatore A è completamente definito se sono dati i suoi elementi rispetto ad una base qualsiasi che scegliamo {\displaystyle \{|e_{i}\rangle \}}:
{\displaystyle {\begin{aligned}A|e_{1}\rangle =A_{11}|e_{1}\rangle +A_{21}|e_{2}\rangle +\cdots \\A|e_{2}\rangle =A_{12}|e_{1}\rangle +A_{22}|e_{2}\rangle +\cdots \end{aligned}}}
e così via, dove {\displaystyle A_{11}=\langle e_{1}|A|e_{1}\rangle }. Infatti l'operatore è assegnato quando se ne conoscono i numeri:
{\displaystyle \langle e_{i}|A|e_{j}\rangle =A_{ij}}
infatti un operatore che agisce sullo stato {\displaystyle \varphi } e lo trasforma in un altro stato {\displaystyle \psi } è descrivibile da:
{\displaystyle \langle \psi |A|\varphi \rangle =\sum _{i,j}\langle \psi |e_{i}\rangle \langle e_{i}|A|e_{j}\rangle \langle e_{j}|\varphi \rangle }
Vediamo innanzitutto come agisce un operatore su un ket di stato anch'esso rappresentato nella stessa base:
{\displaystyle A|\varphi \rangle =\sum _{i,j}|e_{i}\rangle \langle e_{i}|A|e_{j}\rangle \langle e_{j}|\varphi \rangle }
allo stesso modo l'operatore agisce su un bra:
{\displaystyle \langle \psi |A=\sum _{i,j}\langle \psi |e_{i}\rangle \langle e_{i}|A|e_{j}\rangle \langle e_{j}|}
Per cui formalmente un operatore è ben rappresentato da una matrice {\displaystyle n\times n}:
{\displaystyle A={\begin{pmatrix}\langle e_{1}|A|e_{1}\rangle &\langle e_{1}|A|e_{2}\rangle &\cdots \\\langle e_{2}|A|e_{1}\rangle &\langle e_{2}|A|e_{2}\rangle &\cdots \\\vdots &\vdots &\ddots \end{pmatrix}}={\begin{pmatrix}A_{11}&A_{12}&\cdots \\A_{21}&A_{22}&\cdots \\\vdots &\vdots &\ddots \end{pmatrix}}=(A_{ij})}
Possiamo quindi calcolare l'ampiezza di probabilità di passare dallo stato {\displaystyle A|\psi \rangle } allo stato {\displaystyle |\varphi \rangle } scriveremo {\displaystyle \left\langle \psi |A|\varphi \right\rangle }, detto anche elemento di matrice di A fra ψ e φ. Scomponendo ψ e φ in stati base, possiamo calcolare gli elementi di matrice {\displaystyle \left\langle e_{i}|A|e_{j}\right\rangle } possiamo calcolare le ampiezze risultanti su {\displaystyle e_{i}} dal passaggio in A di qualunque stato espresso in {\displaystyle e_{j}}.
Un caso particolare di operatore è l'operatore identità, la cui azione è quella di lasciare invariato il vettore di stato:
{\displaystyle \langle \psi |I|\varphi \rangle =\langle \psi |\varphi \rangle }
usando l'operatore identità vediamo che possiamo esprimere i vettori di base:
{\displaystyle \sum _{i}|e_{i}\rangle \langle e_{i}|=I}
detta relazione di completezza: essa esprime il fatto che la base di vettori deve essere completa cioè ogni vettore deve essere rappresentabile mediante un numero finito o infinito di vettori di base.

### Prodotto di operatori
Gli operatori che ci interessano sono quelli lineari, cioè quelli per cui valgono:
{\displaystyle A(|\alpha \rangle +|\beta \rangle )=A|\alpha \rangle +A|\beta \rangle }
{\displaystyle A(a|\alpha \rangle )=aA|\alpha \rangle }
Ora supponiamo di applicare successivamente due operatori su uno stato iniziale {\displaystyle |\varphi \rangle } e finale {\displaystyle \langle \psi |} al solito definiti in una base comune ortonormale:
{\displaystyle C=B\cdot A}
allora la successiva applicazione dei due operatori:
{\displaystyle \langle \psi |C|\varphi \rangle =\sum _{i}\langle \psi |B|e_{i}\rangle \langle e_{i}|A|\varphi \rangle }
oppure:
{\displaystyle \langle e_{j}|C|e_{k}\rangle =\sum _{i}\langle e_{j}|B|e_{i}\rangle \langle e_{i}|A|e_{k}\rangle =C_{jk}}
Gli elementi di C possono compattamente scriversi:
{\displaystyle C_{jk}=\sum _{i=1}^{n}A_{ij}\cdot B_{ki}}
Da notare che in generale il prodotto di due operatori non è commutativo:
{\displaystyle A\cdot B\neq B\cdot A}
e questo fatto impone una serie di notevoli conseguenze in meccanica quantistica.

### Operatori e matrici
Un operatore lineare può essere rappresentato con una matrice. Prendiamo il caso di una matrice quadrata {\displaystyle n\times n} allora:
{\displaystyle A={\begin{pmatrix}A_{11}&A_{12}&\dots &A_{1n}\\A_{21}&A_{22}&\dots &A_{2n}\\\vdots &\vdots &\ddots &\vdots \\A_{n1}&A_{n2}&\dots &A_{nn}\end{pmatrix}}}
In tal caso è sempre possibile effettuare il prodotto di due matrici, essendo il numero di righe di una sempre uguale al numero di colonne dell'altra, come già visto. Siamo in grado di definire a partire da questa matrice alcune proprietà indispensabili in meccanica quantistica. Si chiama operatore trasposto o matrice trasposta, la matrice ottenuta da A scambiando le righe con le colonne:
{\displaystyle A^{T}={\begin{pmatrix}A_{11}&A_{21}&\dots &A_{n1}\\A_{12}&A_{22}&\dots &A_{n2}\\\vdots &\vdots &\ddots &\vdots \\A_{1n}&A_{2n}&\dots &A_{nn}\end{pmatrix}}}
Se una matrice è uguale alla sua trasposta si dice simmetrica:
{\displaystyle A=A^{T}},
se invece è uguale alla matrice cambiata di segno si dice antisimmetrica:
{\displaystyle A=-A^{T}}.
Vale per il prodotto:
{\displaystyle (A\cdot B)^{T}=B^{T}\cdot A^{T}}.
Si definisce matrice complessa coniugata la matrice ottenuta da A con elementi complessi coniugati:
{\displaystyle A^{*}={\begin{pmatrix}A_{11}^{*}&A_{12}^{*}&\dots &A_{1n}^{*}\\A_{21}^{*}&A_{22}^{*}&\dots &A_{2n}^{*}\\\vdots &\vdots &\ddots &\vdots \\A_{n1}^{*}&A_{n2}^{*}&\dots &A_{nn}^{*}\end{pmatrix}}}
Possiamo dire che una matrice è reale se è uguale alla sua complessa coniugata:
{\displaystyle A=A^{*}},
diciamo che è immaginaria se ha tutti gli elementi immaginari cioè se:
{\displaystyle A=-A^{*}}.
Si definisce matrice trasposta coniugata o hermitiana coniugata la matrice ottenuta da A prendendo gli elementi di A trasposti e prendendo i suoi complessi coniugati:
{\displaystyle A^{\dagger }=(A^{T})^{*}=(A^{*})^{T}={\begin{pmatrix}A_{11}^{*}&A_{21}^{*}&\dots &A_{n1}^{*}\\A_{12}^{*}&A_{22}^{*}&\dots &A_{n2}^{*}\\\vdots &\vdots &\ddots &\vdots \\A_{1n}^{*}&A_{2n}^{*}&\dots &A_{nn}^{*}\end{pmatrix}}}
Si definisce matrice hermitiana (o autoaggiunta) la matrice che ha:
{\displaystyle A=A^{\dagger }}
e antihermitiana quella per cui:
{\displaystyle A=-A^{\dagger }}
Per il prodotto di due matrici:
{\displaystyle (A\cdot B)^{\dagger }=B^{\dagger }\cdot A^{\dagger }}.
Definiamo matrice inversa di A, la matrice {\displaystyle A^{-1}} tale che:
{\displaystyle A\cdot A^{-1}=A^{-1}\cdot A=I}
La matrice inversa esiste solo se A è invertibile: condizione necessaria e sufficiente perché A sia invertibile è che il determinante della matrice sia diverso da zero. Allora la matrice inversa è:
{\displaystyle A^{-1}={\frac {|C|}{\det A}}}
dove {\displaystyle |C|} è la matrice dei cofattori, ottenuta scambiando ogni elemento {\displaystyle A_{ij}} con il determinante della sottomatrice ottenuta cancellando la i-esima riga e la j-esima colonna. Vale per il prodotto:
{\displaystyle (A\cdot B)^{-1}=B^{-1}\cdot A^{-1}}
Si definisce matrice unitaria la matrice tale che:
{\displaystyle A^{-1}=A^{\dagger }}

### Cambiamento di basi ortonormali
I cambiamenti di basi ortonormali sono quelli che interessano in meccanica quantistica. Supponiamo di voler passare dalla vecchia base ortonormale {\displaystyle \{|e_{i}\rangle \}} alla nuova base ortonormale {\displaystyle \{|f_{i}\rangle \}}. Allora dobbiamo esprimere gli elementi della vecchia base come combinazioni lineari della nuova base:
{\displaystyle {\begin{aligned}|e_{1}\rangle &=S_{11}|f_{1}\rangle +S_{21}|f_{2}\rangle +\dots +S_{n1}|f_{n}\rangle \\|e_{2}\rangle &=S_{12}|f_{1}\rangle +S_{22}|f_{2}\rangle +\dots +S_{n2}|f_{n}\rangle \\\vdots \\|e_{n}\rangle &=S_{1n}|f_{1}\rangle +S_{2n}|f_{2}\rangle +\dots +S_{nn}|f_{n}\rangle \end{aligned}}}
per un qualsiasi set di numeri {\displaystyle S_{ji}}. Da notare che sono trasposti. In modo compatto:
{\displaystyle |e_{j}\rangle =\sum _{i=1}^{n}S_{ij}|f_{i}\rangle }

### Prodotto esterno
Vediamo che in generale è possibile un altro tipo di prodotto, quello rappresentato da:
{\displaystyle |\alpha \rangle \langle \beta |}
esso è chiamato prodotto esterno per distinguerlo dal prodotto scalare che più propriamente è detto prodotto interno. Il prodotto esterno è un operatore i cui elementi di matrice sono rappresentati da:
{\displaystyle |\alpha \rangle \langle \beta |={\begin{pmatrix}\langle e_{1}|\alpha \rangle \langle e_{1}|\beta \rangle ^{*}&\langle e_{1}|\alpha \rangle \langle e_{2}|\beta \rangle ^{*}&\cdots \\\langle e_{2}|\alpha \rangle \langle e_{1}|\beta \rangle ^{*}&\langle e_{2}|\alpha \rangle \langle e_{2}|\beta \rangle ^{*}&\cdots \\\vdots &\vdots &\ddots \end{pmatrix}}}

## Esempi
Prendiamo ad esempio una particella con spin 1/2, l'elettrone. Abbiamo solo 2 possibili stati base: spin su ({\displaystyle |+\rangle }) e spin giù ({\displaystyle |-\rangle }). L'operatore A sarebbe dunque
{\displaystyle \left\langle i|A|j\right\rangle =\left({\begin{matrix}{\langle +|A|+\rangle },{\langle +|A|-\rangle }\\{\langle -|A|+\rangle },{\langle -|A|-\rangle }\\\end{matrix}}\right)}
Un operatore particolare è quello di evoluzione temporale. Se consideriamo l'elettrone al tempo t1 in un determinato stato (+ o -), esso avrà una certa probabilità di trovarsi, in un tempo t2 successivo al primo, in un certo stato (+ o -). Ciascuna delle quattro possibilità verrà rappresentata dalla seguente notazione matriciale:
{\displaystyle \left\langle i|U(t_{1},t_{2})|j\right\rangle =\left({\begin{matrix}{\langle +|U(t_{1},t_{2})|+\rangle },{\langle +|U(t_{1},t_{2})|-\rangle }\\{\langle -|U(t_{1},t_{2})|+\rangle },{\langle -|U(t_{1},t_{2})|-\rangle }\\\end{matrix}}\right)}
Il limite per t1 → -∞ e  t2 → +∞ è un caso particolare: in questo caso l'operatore di evoluzione temporale viene detto matrice S (da scattering) ed introduce alla teoria dei propagatori.

## Notazione in matematica
In fisica l'ambiente considerato quando si utilizza la notazione bra-ket è uno spazio di Hilbert.
Sia {\displaystyle {\mathcal {H}}} uno spazio di Hilbert e {\displaystyle (\cdot ,\cdot )} il suo prodotto interno. Un vettore {\displaystyle h\in {\mathcal {H}}} è denotato come ket {\displaystyle |h\rangle \in {\mathcal {H}}} in fisica.
Sia {\displaystyle {\mathcal {H}}^{*}} lo spazio duale di {\displaystyle {\mathcal {H}}}. Se {\displaystyle {\mathcal {H}}} è finito-dimensionale oppure lo spazio duale {\displaystyle {\mathcal {H}}^{*}} è anche topologico, per il Teorema di rappresentazione di Riesz esiste un isomorfismo {\displaystyle J:{\mathcal {H}}\rightarrow {\mathcal {H}}^{*}}, cioè ogni funzionale lineare {\displaystyle \phi \in {\mathcal {H}}^{*}} si può scrivere nella forma
{\displaystyle \phi (h)=(h,g)\quad \forall h\in {\mathcal {H}}}
mediante un unico {\displaystyle g\in {\mathcal {H}}}, e per tale motivo si può scrivere {\displaystyle \phi =\phi _{g}}. L'elemento duale {\displaystyle \phi _{h}\in {\mathcal {H}}^{*}} è denotato con bra {\displaystyle \langle h|\in {\mathcal {H}}^{*}} in fisica. Quindi la scrittura {\displaystyle \langle h|g\rangle } corrisponde alle notazioni matematiche {\displaystyle (\phi _{h},g)=\phi _{h}(g)=(h,g)}.

## Simboli HTML
Nel linguaggio HTML, i simboli per il bra e il ket sono codificati da ⟨ e ⟩, e corrispondono ai codici #9001 e #9002